# THEつぶろ
THEつぶろは、オカルト系情報サイト及び同名のYouTubeチャンネル。

## 概要
インターネット上にある都市伝説の真相解明やロストメディアの捜索などの活動を行っているウェブメディア。
2018年頃に自身の生活などを書き綴った雑記ブログとしてスタートしたが、都市伝説系の記事の反応がよかったという理由でオカルトサイトに方向転換し、2019年にはYouTubeに『都市伝説考察ちゃんねる』を開設した。2025年現在はオカルト系YouTuberとしての活動が主となっている。